# Ampharetidae
Famille
Les Ampharetidae sont une famille de vers polychètes de l'ordre des Terebellida.

## Systématique
La famille des Ampharetidae a été créée en 1866 par le gouverneur et zoologiste finnois Anders Johan Malmgren (1834–1897), sous le protonyme d'Ampharetea. 

## Liste des genres
Selon GBIF (29 août 2021) :
- Abderos Schüller & Jirkov, 2013
- Adercodon Mackie, 1994
- Alkmaria Horst, 1919
- Amage Malmgren, 1866
- Ampharana Hartman, 1967
- Ampharete Malmgren, 1866
- Amphicteis Grube, 1850
- Amphicteis Gunton et al., 2021
- Amphisamytha Hessle, 1917
- Amythas Benham, 1921
- Amythasides Eliason, 1955
- Amythis
- Andamanella Holthe, 2002
- Anobothrus  1883
- Aryandes Kinberg, 1867
- Auchenoplax Ehlers, 1887
- Decemunciger Zottoli, 1982
- Ecamphicteis Fauchald, 1972
- Eclysippe Eliason, 1955
- Emaga Hartman, 1978
- Endecamera Zottoli, 1982
- Eusamythella Hartman, 1971
- Glyphanostoma
- Glyphanostomum  1883
- Gnathampharete Desbruyères, 1978
- Grassleia Solis-Weiss, 1993
- Grubianella McIntosh, 1885
- Hobsonia Banse, 1979
- Hypania Ostroumoff, 1897
- Hypaniola Annenkova, 1927
- Isolda Mueller, 1858
- Jugamphicteis Fauchald & Hancock, 1981
- Lysippe Malmgren, 1866
- Melinantipoda Hartman, 1967
- Melinna Malmgren, 1866
- Melinnampharete Annenkova, 1937
- Melinnata Hartman, 1965
- Melinnoides Benham, 1927
- Melinnopsides Day, 1964
- Melinnopsis McIntosh, 1885
- Mooresamytha Williams, 1987
- Neopaiwa Hartman & Fauchald, 1971
- Neosabellides Hessle, 1917
- Neosamytha Hartman, 1967
- Noanelia Desbruyères & Laubier, 1977
- Orochi Reuscher, Fiege & Imajima, 2015
- Pabits Chamberlin, 1919
- Paedampharete Russell, 1987
- Paiwa Chamberlin, 1919
- Parampharete Hartman, 1967
- Paramphicteis Caullery, 1944
- Paramytha Kongsrud, Eilertsen, Alvestad, Kongshavn & Rapp, 2017
- Pavelius Kuznetsov & Levenstein, 1988
- Phyllampharete Hartman & Fauchald, 1971
- Phyllamphicteis Augener, 1918
- Phyllocomus Grube, 1877
- Rytocephalus Quatrefages, 1866
- Samytha Malmgren, 1866
- Samythella Verrill, 1873
- Samythopsis McIntosh, 1885
- Sosane Malmgren, 1866
- Tanseimaruana Imajima, Reuscher & Fiege, 2013
- Uschakovius Laubier, 1973
- Watatsumi Reuscher, Fiege & Imajima, 2015
- Weddellia Hartman, 1967
- Ymerana Holthe, 1986
- Zatsepinia Jirkov, 1986

## Publication originale
- (sv) A. J. Malmgren, « Nordiska Hafs-Annulater », Öfversigt af Kongl. Vetenskaps-Akademiens Förhandlingar, Stockholm, Inconnu, vol. 22, no 5,‎ 1865, p. 355-410 (ISSN 1100-4622, OCLC 6303212, lire en ligne).